# Uwarowit
Das Mineral Uwarowit (englisch Uvarovite) ist ein selten vorkommendes Inselsilikat aus der Granatgruppe mit der Endgliedzusammensetzung Ca3Cr2[SiO4]3.
Uwarowit kristallisiert im kubischen Kristallsystem und entwickelt meist kleine, gut bis vollkommen geformte Kristalle, aber auch körnige Aggregate. Aufgrund von Mischkristallbildung und Fremdbeimengungen schwankt der Farbton von dunkel- über smaragd- bis braungrün. Je nach Reinheit, Kristallfehlern und/oder der Menge an Einschlüssen können die Kristalle glas- bis fettglänzend sowie durchsichtig bis undurchsichtig sein.

## Etymologie und Geschichte
Während seines Aufenthaltes in St. Petersburg untersuchte der schweizerisch-russische Chemiker und Mineraloge Germain Henri Hess einen "Dioptas von Bissersk" aus der dortigen Sammlung, den er zu Vergleichszwecken angefordert hatte. Das Vorkommen eines Kupferminerals auf einem Chromerz veranlasste ihn zu einer genaueren Untersuchung, in deren Verlauf sich der vermeintliche Dioptas als ein neuer, chromhaltiger Granat erwies. Er benannte das neue Mineral aus der Lagerstätte Biserskoje (Biser) im Mittelural nach dem russischen Grafen, Mineraliensammler und Präsidenten der kaiserlichen Akademie der Wissenschaften Sergei Semjonowitsch Uwarow Uwarowit.
Die Kristallstruktur klärte Georg Menzer 1929 auf und die erste Synthese von reinem Uwarowit gelang F. A. Hummel 1950 an der Pennsylvania State University.

## Klassifikation
Die strukturelle Klassifikation der International Mineralogical Association (IMA) zählt den Uwarowit zur Granat-Obergruppe, wo er zusammen mit Almandin, Andradit, Calderit, Eringait, Goldmanit, Grossular, Knorringit, Majorit, Menzerit-(Y), Momoiit, Morimotoit, Pyrop, Rubinit und Spessartin die Granatgruppe mit 12 positiven Ladungen auf der tetraedrisch koordinierten Gitterposition bildet.
In der veralteten 8. Auflage der Mineralsystematik nach Strunz gehörte der Uwarowit zur Mineralklasse der „Silikate“ und dort zur Abteilung „Inselsilikate (Nesosilikate)“, wo er gemeinsam mit Knorringit in der Gruppe der „Chrom-Granate“ mit der Systemnummer VIII/A.06c steht.
In der zuletzt 2018 überarbeiteten Lapis-Systematik nach Stefan Weiß, die formal auf der alten Systematik von Karl Hugo Strunz in der 8. Auflage basiert, erhielt das Mineral die System- und Mineralnummer VIII/A.08-130. Dies entspricht ebenfalls der Abteilung „Inselsilikate mit [SiO4]-Gruppen“, wo Uwarowit zusammen mit Almandin, Andradit, Calderit, Eltyubyuit, Eringait, Goldmanit, Grossular, Henritermierit, Holtstamit, Hutcheonit, Irinarassit, Jeffbenit, Katoit, Kerimasit, Kimzeyit, Knorringit, Majorit, Menzerit-(Y), Momoiit, Morimotoit, Pyrop, Schorlomit, Spessartin, Toturit und Wadalit sowie dem 1967 diskreditierten Hydrougrandit die „Granatgruppe“ mit der Systemnummer VIII/A.08 bildet.
Die von der International Mineralogical Association (IMA) zuletzt 2009 aktualisierte 9. Auflage der Strunz’schen Mineralsystematik ordnet den Uwarowit in die erweiterte Klasse der „Silikate und Germanate“, dort aber ebenfalls in die Abteilung „Inselsilikate (Nesosilikate)“ ein. Diese ist allerdings weiter unterteilt nach der möglichen Anwesenheit weiterer Anionen und der Koordination der beteiligten Kationen. Das Mineral ist hier entsprechend seiner Zusammensetzung und seinem Aufbau in der Unterabteilung „Inselsilikate ohne zusätzliche Anionen; Kationen in oktaedrischer [6]er- und gewöhnlich größerer Koordination“ zu finden, wo es zusammen mit Almandin, Andradit, Calderit, Goldmanit, Grossular, Henritermierit, Hibschit, Holtstamit, dem bisher nicht anerkannten Hydroandradit, Katoit, Kimzeyit, Knorringit, Majorit, Momoiit, Morimotoit, Pyrop, Schorlomit, Spessartin und Wadalit sowie den bisher als hypothetisch geltenden Blythit und Skiagit die „Granatgruppe“ mit der Systemnummer 9.AD.25 bildet. Wadalit erwies sich als strukturell unterschiedlich und wird heute mit Chlormayenit und Fluormayenit einer eigenen Gruppe zugeordnet.
In der vorwiegend im englischen Sprachraum gebräuchlichen Systematik der Minerale nach Dana hat Uwarowit die System- und Mineralnummer 51.04.03b.03. Auch das entspricht der Klasse der „Silikate“ und dort der Abteilung „Inselsilikatminerale“. Hier findet er sich innerhalb der Unterabteilung „Inselsilikate: SiO4-Gruppen nur mit Kationen in [6] und >[6]-Koordination“ in der „Granatgruppe (Ugrandit-Reihe)“, in der auch Andradit, Grossular und Goldmanit eingeordnet sind.

## Zusammensetzung
Uwarowit mit der Endgliedzusammensetzung [X]Ca2+3[Y]Cr3+[Z]Si3O12 ist das Chrom-Analog von Grossular ([X]Ca2+3[Y]Al[Z]Si3O12) und kommt in der Natur immer als Mischkristall mit Grossular und Andradit vor. Mit beiden Endgliedern besteht unbegrenzte Mischbarkeit, entsprechend den Austauschreaktionen
- [Y]Cr3+ = [Y]Al3+, (Grossular)[18][5][19],
- [Y]Cr3+ = [Y]Fe3+, (Andradit)[18][20][21][22]

Auf der dodekaedrisch koordinierten X-Position kann Ca2+ durch Mg2+ ersetzt werden, entsprechend den Austauschreaktionen
- [X]Ca2+ = [X]Mg2+ (Knorringit)[23],
- [X]Ca2+ + [Y]Cr3+ = [X]Mg2+ +[Y]Al3+ (Pyrop)[24]

Die Gehalte an Fe2+ und Mn2+ sind durchweg gering. 
Anders als bei Grossular und Andradit sind bislang keine OH-reichen Uwarowite beschrieben worden. 

## Kristallstruktur
Uwarowit kristallisiert im kubischen System in der Raumgruppe Ia3d (Raumgruppen-Nr. 230) mit dem Gitterparameter a = 12,00 Å sowie acht Formeleinheiten pro Elementarzelle.
Die Struktur ist die von Granat. Calcium (Ca2+) besetzt die dodekaedrisch von 8 Sauerstoffionen umgebenen X-Positionen, Chrom (Cr3+) die oktaedrisch von 6 Sauerstoffionen umgebene Y-Position und die tetraedrisch von 4 Sauerstoffionen umgebenen Z-Position ist ausschließlich mit Silicium (Si4+) besetzt.
Wie viele Kalziumgranate sind auch natürliche Uwarowite gelegentlich leicht doppelbrechend, was meist als Hinweis auf eine niedrigere, nicht kubische Symmetrie gewertet wird. Neuere Untersuchungen mit hochauflösender Synchrotron-Röntgenbeugung konnten zeigen, dass zumindest die untersuchten doppelbrechenden Uwarowite Gemische aus zwei bis drei jeweils kubischen Granaten unterschiedlicher Zusammensetzung und leicht unterschiedlichen Gitterparametern sind. Diese Verwachsung von Granaten mit unterschiedlichen Gitterkonstanten führt zu Gitterspannungen, die die Doppelbrechung hervorrufen.

## Eigenschaften
Natürliche Uwarowite sind immer Mischkristalle, deren physikalische Eigenschaften mit der Zusammensetzung variieren. So reicht beispielsweise die Skala der Mohshärte beim Uwarowit von 6,5 bis 7 (nach anderen Quellen 7 bis 7,5) und die Dichte von 3,4 bis 3,8 g/cm³.
Die Farbe zeigt eine komplexere Abhängigkeit von der Zusammensetzung der Uwarowitmischkristalle. Mit steigenden Chromgehalten (Cr3+) nimmt die Intensität der grünen Farbe zu. Mit zunehmenden Ersatz von Kalzium (Ca2+) durch Magnesium (Mg2+) auf der X-Position ändert sich die Farbe von grün über grau zu tief violett-rot, zumindest bei grossularreichen Uwarowiten. Mit der Farbänderung bei zunehmenden Mg-Gehalten geht eine Abnahme des kovalenten Anteils der Chrom-Sauerstoff-Bindung einher. Die Bindungslänge bleibt dabei nahezu unverändert.
Ein ähnlicher Effekt wird auch durch eine Änderung des Druckes hervorgerufen. An einem natürlichen Uwarowit wurde mit steigenden Druck eine Änderung der Farbe von grün (0,0001 GPa) über grau (8 GPa) zu rot (13 GPa) beobachtet. Anders als bei der Farbänderung in Mischkristallen ändert sich hier der Charakter der Bindung nicht, sondern die Bindungslänge.

## Bildung und Fundorte

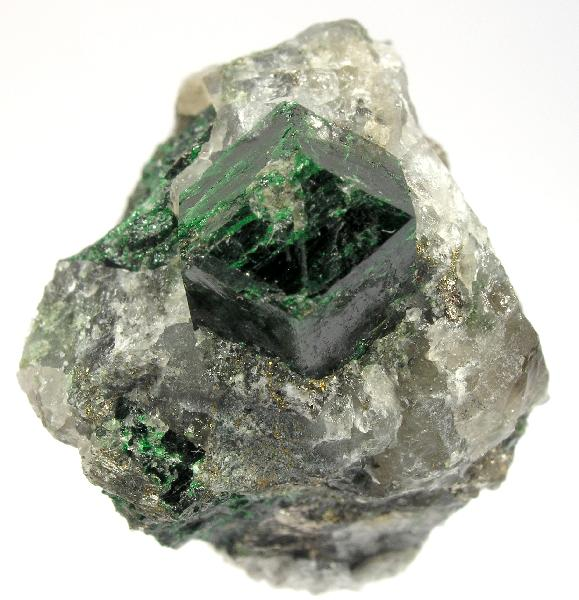
Uwarowit auf Quarz aus dem Outokumpu-Erzfeld, Ostfinnland. Größe des Uwarowitkristalls 1,2 cm

Uwarowit bildet sich vorwiegend in metamorphen oder hydrothermalen Zusammenhängen, seltener in magmatischen Gesteinen wie Pegmatit. Das Mineral braucht zur Entstehung erhöhte Chrom-Gehalte und eine ultrabasische Umgebung, das heißt einen besonders niedrigen Gehalt an Siliciumdioxid (SiO2). Diese Bedingungen finden sich unter anderem in chromithaltigen Serpentiniten und Skarnen.
Als bekannteste Fundorte in Russland sind vor allem die Bergwerke der Region Perm bei Biser im Süden von Saranowskoje und Teplaja Gora bei Sarany, wo Uwarowitkristalle von bis zu acht Millimetern gefunden wurden. In Oblast Swerdlowsk sind unter anderem Verch-Nejvinskij, Alapaewsk, Stary Itkul’skoje und Iremel’skoje zu nennen.
Kristalle von bis zu zwei Zentimetern sowie besonders große Kristallaggregate stammen aus der finnischen Lagerstätte Outokumpu.
Weitere Fundorte sind unter anderem Assosa in der Provinz Wollega in Äthiopien; die Chromitlagerstätten im südöstlichen Teil von New South Wales und auf Tasmanien in Australien; Xinjiang in der Volksrepublik China; Mokkivaara und Pohjois-Karjala in Finnland; die Lombardei und Val Malenco in Italien; die Präfekturen Kōchi und Ehime in Japan; Québec in Kanada; im Moa-Baracoa-Massiv, als Einlagerungen im Serpentinit in der Provinz Guantánamo auf Kuba; Nordland, Røros, Grua und Velfjord in Norwegen; Steiermark und Tirol in Österreich; im Serpentinitmassiv der Region um Sobótka in Polen; Ostanatolien und Kap Dağları in der Türkei; sowie Alaska, Arizona, verschiedene Regionen in Kalifornien, Colorado, Maine, Michigan, Nevada, New Mexico, New York, Oregon, Pennsylvania, Texas, Vermont und Washington in den USA.

## Verwendung als Schmuckstein

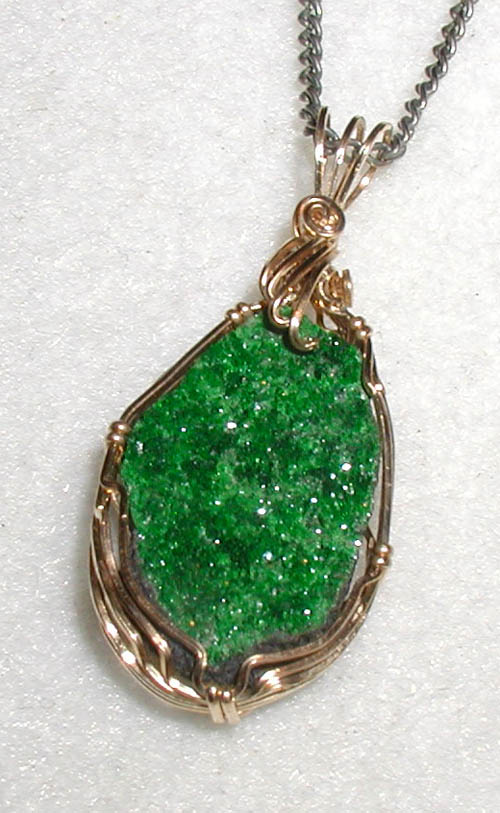
Uwarowit-Anhänger

Uwarowit wird überwiegend zu Schmucksteinen verarbeitet. Schmuckstücke, bei denen Uwarowit verarbeitet wurde, sind bereits seit der Merowingerzeit nachweisbar.
Auf dem Vorkommen im Ural beruht die wissenschaftliche Erstbeschreibung von Uwarowit. Die besten Kristalle aus dieser Lagerstätte nutzte man zur Preziosenherstellung am kaiserlichen Hof. In der russischen Geschichte spricht man vom „kaiserlichen Stein“, weil die Neigung der Zarin Katharina II. für dieses Mineral bekannt ist.
Uwarowit wird gelegentlich mit der ebenso seltenen und etwas heller grünen Andradit-Varietät Demantoid (Fe3+ Cr3+) verwechselt. Eine weitere farbliche Verwechslungsmöglichkeit besteht mit der Grossular-Varietät Tsavorit sowie mit Smaragd und Dioptas.